# Mydas davidsoni
Mydas davidsoni är en tvåvingeart som beskrevs av Wilcox, Papavero och Therezinha Pimentel 1989. Mydas davidsoni ingår i släktet Mydas och familjen Mydidae.
Artens utbredningsområde är Arizona. Inga underarter finns listade i Catalogue of Life.